# زابوليارني
زابوليارني (بالروسية: Заполярный) هي إحدى مدن روسيا في الكيان الفدرالي الروسي مورمانسك أوبلاست.